# Bogdan Szembek
Bogdan Szembek (ur. 7 sierpnia 1880 w Wysocku Wielkim, zm. 30 marca 1956 w Gorzowie Wielkopolskim) – polski działacz społeczny i narodowościowy.
Maturę zdał w roku 1889 w Królewskim Gimnazjum w Ostrowie.
W przeddzień wybuchu powstania wielkopolskiego współdowodził tajną Strażą Obywatelską w Ostrowie. Podczas wydarzeń Republiki Ostrowskiej był wiceprzewodniczącym (odmówił przewodniczenia) Powiatowej Rady Narodowej i nadzorował działalność Straży Obywatelskiej. Brał udział także w samym powstaniu wielkopolskim (współorganizował wyzwolenie Krotoszyna). Za udział w nim oraz w wydarzeniach Republiki Ostrowskiej został przez hitlerowców wpisany, podczas II wojny światowej, na listę osób, które mają zostać zamordowane.
Był delegatem na Polski Sejm Dzielnicowy w Poznaniu w 1918 roku.
Aktywny społecznie. 25 lat prezesował Kółku Rolniczemu w Wysocku Wielkim, działał w organizacjach społecznych, m.in. w poznańskim Centralnym Towarzystwie Gospodarczym. Ufundował zespół klasztorny oo. Pasjonistów na wzgórzu w podostrowskim Sadowiu. Wspólnie z Józefem Kostrzewskim dokonał badań archeologicznych w rejonie Wysocka.
Uhonorowany potretem w galerii profesorów i wychowanków Królewskiego Katolickiego Gimnazjum Męskiego w Ostrowie.